# Senna phyllodinea
Senna phyllodinea là một loài thực vật có hoa trong họ Đậu. Loài này được (R. Br.) Symon miêu tả khoa học đầu tiên năm 1998.